# Masse molaire
Pour les articles homonymes, voir Masse (homonymie).
La masse molaire d'une substance est la masse d'une mole de cette substance. Dans le Système international d'unités elle s'exprime en kilogrammes par mole (kg/mol), mais on l'exprime plus couramment en grammes par mole (g/mol, 1 g/mol = 10−3 kg/mol) :
{\displaystyle M={\frac {m}{n}}}
où :
- {\displaystyle M} est la masse molaire de la substance (kg/mol ou g/mol) ;
- {\displaystyle m} est la masse d'une certaine quantité de la substance (kg ou g) ;
- {\displaystyle n} est la quantité considérée (mol).

## Détermination

### Particules subatomiques
Les masses molaires du proton et du neutron sont voisines de 1 g/mol : respectivement 1,007 276 5 et 1,008 664 9 g/mol. Celle de l'électron est environ 1 800 fois plus faible : 0,000 548 6 g/mol.

### Isotopes
La masse molaire d'un isotope A
ZX (A est le nombre de masse de l'isotope c'est-à-dire le nombre de ses nucléons, Z est le numéro atomique de l'isotope c'est-à-dire le nombre de ses protons, X est le symbole de l'élément de numéro atomique Z) est voisine de A g/mol et dépend relativement peu de Z.
Les masses molaires des isotopes 14
6C et 14
7N sont par exemple de 14,003 242 0 et 14,003 074 0 g/mol, respectivement.
La masse molaire d'un isotope est toujours inférieure à la somme des masses molaires de ses nucléons et de ses électrons, la différence correspondant à l'énergie de liaison des nucléons à l'intérieur du noyau.

### Éléments chimiques
La masse molaire d'un élément chimique, dite masse molaire atomique ou simplement masse atomique, est la moyenne pondérée des masses molaires de ses différents isotopes, pondérées par leurs proportions dans l'élément chimique tel qu'on le rencontre à la surface de la Terre. Ces proportions, dites naturelles, sont quasi constantes dans le temps et uniformes dans l'espace pour la plupart des éléments. Les masses atomiques sont listées dans le tableau périodique des éléments.
Exemple : l'élément chlore existe à l'état naturel avec les proportions 75,77 et 24,23 % des deux isotopes 35Cl et 37Cl. Les masses molaires de ces deux isotopes sont respectivement 34,97 et 36,97 g/mol. La masse molaire du chlore vaut donc :
{\displaystyle {\frac {75,77\times 34,97+24,23\times 36,97}{100}}=35,45} g/mol.

### Corps simples
La masse molaire d'un corps simple est simplement le produit du nombre d'atomes dans les molécules de ce corps par la masse atomique.
Exemple : le dioxygène O2 a pour masse molaire la masse atomique de l'oxygène multipliée par deux, soit 31,998 8 g/mol.

### Corps composés

#### Composés moléculaires
La masse molaire d'un composé moléculaire (appelée masse molaire moléculaire) se calcule en additionnant les masses molaires de tous les éléments qui constituent ses molécules en les multipliant par les coefficients de la formule brute du composé.
On lit dans le tableau périodique des éléments :
MH = 1,0 g/mol ;
MC = 12,0 g/mol ;
MO = 16,0 g/mol.
L'eau a pour formule brute H2O, soit :
Meau = 2 MH + MO = 2 × 1,0 + 16,0 = 18,0 g/mol.
Le glucose a pour formule brute C6H12O6, soit :
Mglucose = 6 MC + 12 MH + 6 MO = 6 × 12,0 + 12 × 1,0 + 6 × 16,0 = 180,0 g/mol.
La masse molaire est numériquement identique à la moyenne pondérée des masses des molécules individuelles exprimée en unités atomiques (u). Cette moyenne est pondérée par les abondances des espèces isotopiques; par exemple pour CCl4 les espèces sont 12C35Cl4, 13C35Cl4, 12C35Cl337Cl, etc.

#### Solides ioniques
Comme pour les composés moléculaires, il faut d'abord connaître la formule brute du solide ionique. À nouveau, on additionne toutes les masses molaires pour tous les éléments du solide en tenant compte des proportions de chaque élément, et en ajoutant les molécules d'eau dans le cas des solides hydratés.
Exemple :
Sulfate de cuivre(II) pentahydraté CuSO4•5H2O :
M = M(Cu) + M(S) + 4M(O) + 5[2M(H) + M(O)] = 63,5 + 32,1 + 4×16 + 5(2 + 16) = 249,6 g·mol-1.